# Litsea acutivena
Litsea acutivena es una especie  de arbustos perennifolios pertenecientes a la familia de los laureles (Lauraceae). Es originaria de Asia oriental.

## Descripción
Son árboles de hoja perenne, que alcanza un tamaño de hasta 7 m de altura. Las ramitas jóvenes densamente amarillo-marrón vellosas y que se convierte en subglabras. Hojas alternas o agrupadas hacia el ápice de la rama; pecíolo de 6-12 mm; hojas lanceoladas, oblanceoladas, u oblongo-lanceoladas, de 4-11 x 2-4 cm, de color amarillo-marrón pubescente abaxialmente. Umbelas agrupadas hacia el ápice, las umbelas masculinas de 5 o 6 de flores; con  pedúnculo de 3 mm. Las flores masculinas,  elípticas; estambres fértiles 9; filamentos peludos. Las frutas elipsoides, de 12-20 × 10-12 mm, negras en la madurez, asentada en el tubo del perianto en forma de copa; fructificación con pedicelo de 1 cm. Fl.julio-agosto, fr. diciembre-febrero.

## Distribución y hábitos
Se encuentra en los densos bosques en las montañas; a una altitud de 500-2500 metros en Fujian, Guangdong, Guangxi, Guizhou, Hainan, Jiangxi (Dayu), Taiwán, Camboya, Laos, Vietnam.

## Taxonomía
Litsea acutivena fue descrita por Bunzō Hayata y publicado en Icones plantarum formosanarum nec non et contributiones ad floram formosanam. 5: 163–165, f. 58d. 1915.
Sinonimia
- Litsea elongata var. acutivena (Hayata) S.S. Ying
- Litsea nakaii Hayata
- Tetradenia acutivena (Hayata) Nemoto ex Makino & Nemoto
- Tetradenia nakaii (Hayata) Makino & Nemoto[3]